# Шпрот фолклендський
Шпрот фолклендський (Sprattus fuegensis) — риба родини оселедцевих.
Морська субтропічна риба, що поширена в південно-західній Атлантиці від 40° п.ш. до Вогняної Землі і Фолклендських островів.